# 카를로 몰페타
카를로 몰페타(이탈리아어: Carlo Molfetta, 1984년 2월 15일~)은 이탈리아의 태권도 선수이다. 2004년 하계 올림픽에 참여하였으며 2012년 하계 올림픽에는 남자 +80kg급에서 금메달을 획득하였다. 이 대회 결승전에서 그는 가봉의 앙토니 오바메 선수와 경쟁했고, 9-9 동점까지 갔었다. 이후 심판이 몰페타에게 손을 들어주며 판정승을 하였다.
2010년에는 유럽 선수권 대회에 참가하여 금메달을 획득하였다.